# Vitus Gevaert
Vitus Gevaert (Huise, 12 februari 1822 - Gent, 25 april 1889) was een Belgisch klavierbouwer en muziekuitgever. Hij was de broer van François-Auguste Gevaert, componist, organist en de tweede directeur van het Koninklijk Conservatorium Brussel.

## Biografie

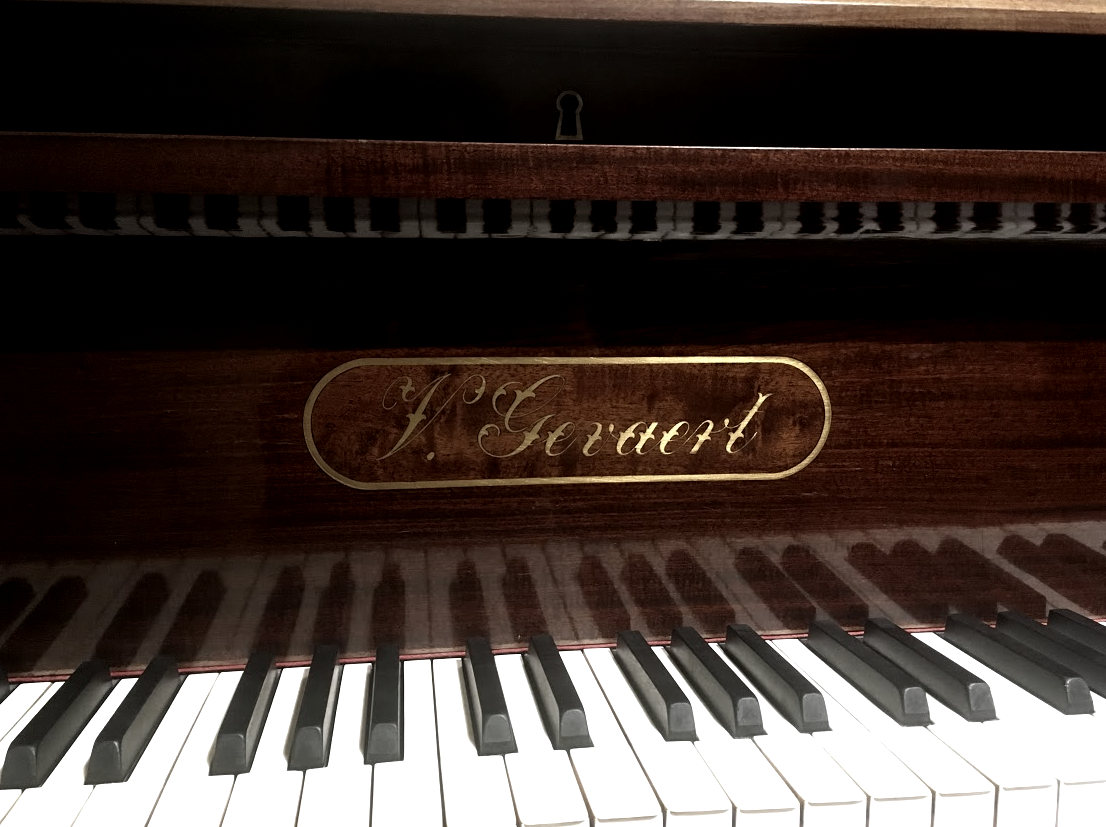
Naambord van een vleugelpiano gebouwd door Vitus Gevaert, begin 20ste eeuw.

Hij werd geboren als oudste zoon in het gezin van Constantinus Gevaert en
Petronilla De Vlieger. Vader Constantinus was notarisklerk onder de Franse
administratie, nam deel aan de Slag bij Leipzig en keerde nadien terug naar
Huise om er zich te vestigen als bakker en schepen verantwoordelijk voor
onderwijs.
Zijn eerste professionele jaren slijtte Vitus als bakkersjongen, en in 1846 vestigde hij zich op de Brabantdam 36 in Gent als hersteller, stemmer en verkoper van piano's en uitgever van partituren. Deze uitgeverij was in de beginjaren ook een interessant vehikel voor de verspreiding van de werken van de toen debuterende François-Auguste Gevaert. Deze was mede-oprichter en -eigenaar van de uitgeverij, en kon op die manier, in het voor auteursrechten ongunstige klimaat van de 19de eeuw, iets eenvoudiger zijn brood verdienen met zijn aanvangende compositorische arbeid. 
Vanaf 1853 startte hij met de bouw van piano's. De instrumenten geproduceerd in Gevaerts atelier waren gerenommeerd in hun tijd en werden geëxporteerd doorheen Europa en Zuid-Amerika. In 1871 opende hij een bijhuis in de Rue des Dominicains te Luik, dat werd gerund door schoonbroer Charles-Louis en diens zoons. Vanaf 1874 worden ook nog bijhuizen in Doornik, Huy, Charleroi, Oudenaarde en Ieper opgericht. Naast buffet- en vleugelpiano's vervaardigde Vitus Gevaert ook harmoniums en pianola's.
Na het overlijden van Gevaert, die kinderloos was gebleven, neemt de echtgenote van Gustave Beyer, viool- en altvioolleraar aan het Conservatorium van Gent, het huis Gevaert in 1890 over. De zaken worden verdergezet onder naam Gevaert-Beyer, en later als Maison Paul Beyer, zoon van. Er wordt nieuwe aandacht besteed aan de bouw van vleugelpiano's, de uitgave van nieuwe muziek wordt aangezwengeld, en er wordt tevens een salon ingericht voor concerten. De productie van piano's onder het insigne V. Gevaert houdt evenwel op in de loop van de vroege jaren 1930, en in 1940 gaat Maison Paul Beyer failliet. Het handelsfonds werd overgenomen door Cnudde, die nog tot in de jaren 1950 bleef adverteren met de naam "Piano's V. Gevaert". De winkel in Luik bleef bestaan onder de naam Maison Brahy tot de sluiting in 2005.

## Wetenswaardigheden
- Hij was uitvinder van de harmonista, een in 1872 gepatenteerd hulpstuk dat boven op het klavier van een harmonium wordt geplaatst: het hulpstuk telt 26 drukknoppen, waarvan elke knop een volledig akkoord laat horen[10][11]. In 1881 nam hij een patent op de clavier transpositeur, waarmee het klaviermechaniek wordt verschoven zodat de musicus eenvoudig in een andere toonaard kan spelen[12].
- De bladmuziek van De Vlaemsche Leeuw werd in 1848 door Gevaert als eerste gedrukt en uitgegeven[13].
- Vitus' weduwe Clara Pernelle liet de stad Gent in 1915 een legaat van 3.000 frank na, waarvan de intresten elk jaar toegekend moesten worden aan kinderen van de gemeenschapsscholen, onder de naam "Spaarprijs Wed. V. Gevaert"[14]. 200 fr. wordt gelegateerd aan het Bureel van Weldadigheid[15].